# انوش دستگیر
انوش دستگیر بازیکن فوتبال سابق و سرمربی فعلی تیم ملی فوتبال افغانستان و وی‌وی دونو در هوفدکلاس است.

## زندگی
انوش دستگیر زادهٔ ۲۷ نوامبر ۱۹۸۹ است؛ او دوران کودکی خویش را به دور از وطن سپری کرده‌است. پس از آن سفر هند در پیش می‌گیرد و ۸ سال آنجا می‌ماند سپس سه سال در مسکو و بعد راهی اروپا شده و در کشور هلند ساکن می‌شود.
وی در ۱۳ سالگی فوتبال را در باشگاه‌های آماتور آغاز می‌کند و با گذشت یکسال جذب تیم «ان ای سی نایمخن» در لیگ جوانان هلند می‌شود و چهار سال با این تیم بازی می‌کند. او بعداً یک سال به عنوان کاپیتان تیم فنلو بازی می‌کند.
انوش دستگیر از رشته مدیریت فوتبال از دانشگاه یوهان کرایف که یکی از بزرگترین دانشگاه‌های که فلسفه فوتبال را به باشگاه بارسلونا کشانده‌است؛ فارغ التحصیل شده است و در کورس ۶ ماهه تحت عنوان “تکنیک فوتبال اروپاً که کودکان را از سن ۸ تا ۱۸ سالگی تحت پوشش و برنامه خاص قرار می‌دهد؛ اشتراک داشته‌است.
در تاریخ سه شنبه ۱۹ سرطان فدراسیون فوتبال افغانستان اعلام کرد که انوش دستگیر؛ کمک‌مربی سابق تیم ملی فوتبال افغانستان به عنوان سرمربی جدید تیم ملی فوتبال افغانستان انتخابات شده است.